# Lacapelle-Pinet
Lacapelle-Pinet is een gemeente in het Franse departement Tarn (regio Occitanie) en telt 68 inwoners (2009). De plaats maakt deel uit van het arrondissement Albi.

## Geografie
De oppervlakte van Lacapelle-Pinet bedraagt 8,5 km², de bevolkingsdichtheid is dus 8 inwoners per km².
De onderstaande kaart toont de ligging van Lacapelle-Pinet met de belangrijkste infrastructuur en aangrenzende gemeenten.

## Demografie
Onderstaande figuur toont het verloop van het inwonertal (bron: INSEE-tellingen).